# Proximus Diamond Games 2007
Il Proximus Diamond Games 2007 è stato un torneo di tennis giocato sul cemento. È stata la 6ª edizione del Proximus Diamond Games, che fa parte della categoria Tier II nell'ambito del WTA Tour 2007. Si è giocato al Sportpaleis di Anversa in Belgio dal 10 al 18 febbraio 2007.

## Campioni

### Singolare
Amélie Mauresmo ha battuto in finale  Kim Clijsters con il punteggio di 6–4, 7–6(4)

### Doppio
Cara Black /  Liezel Huber hanno battuto in finale  Elena Lichovceva /  Elena Vesnina con il punteggio di 7–5, 4–6, 6–1